# Cercyon tristis
Cercyon tristis är en skalbaggsart som först beskrevs av Johann Karl Wilhelm Illiger 1801.  Cercyon tristis ingår i släktet Cercyon och familjen palpbaggar. Arten är reproducerande i Sverige. Inga underarter finns listade i Catalogue of Life.